# Großbreitenbach
Großbreitenbach is een gemeente, type landgemeente, in de Duitse deelstaat Thüringen en maakt deel uit van de Ilm-Kreis.
De Landgemeinde Stadt Großbreitenbach, zoals de officiële naam luidt, telde ten tijde van de peildatum van de meest recente statistiek 6.104 inwoners.

## Voormalige gemeenten, na 2019 stadsdelen

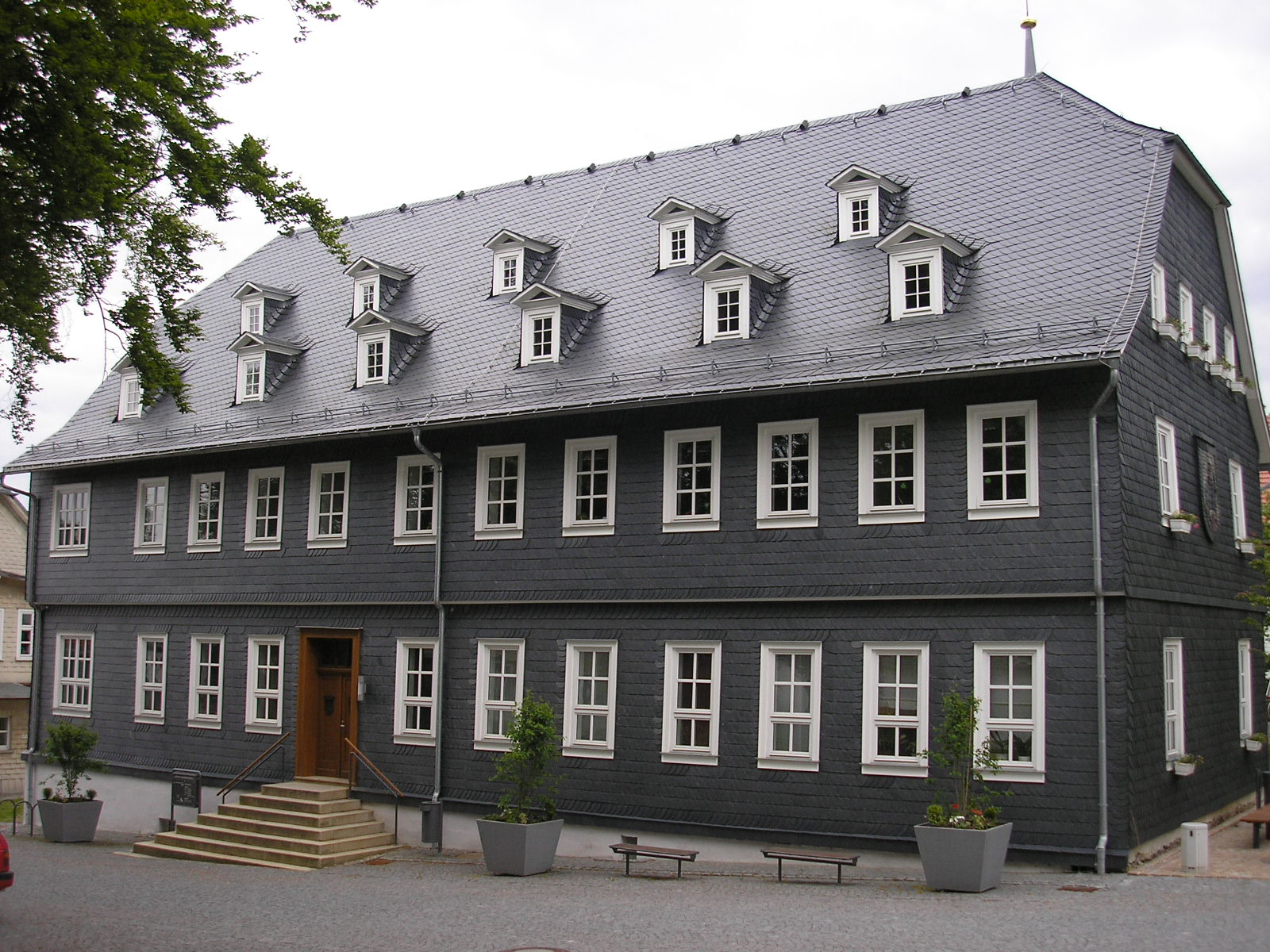
Stadhuis
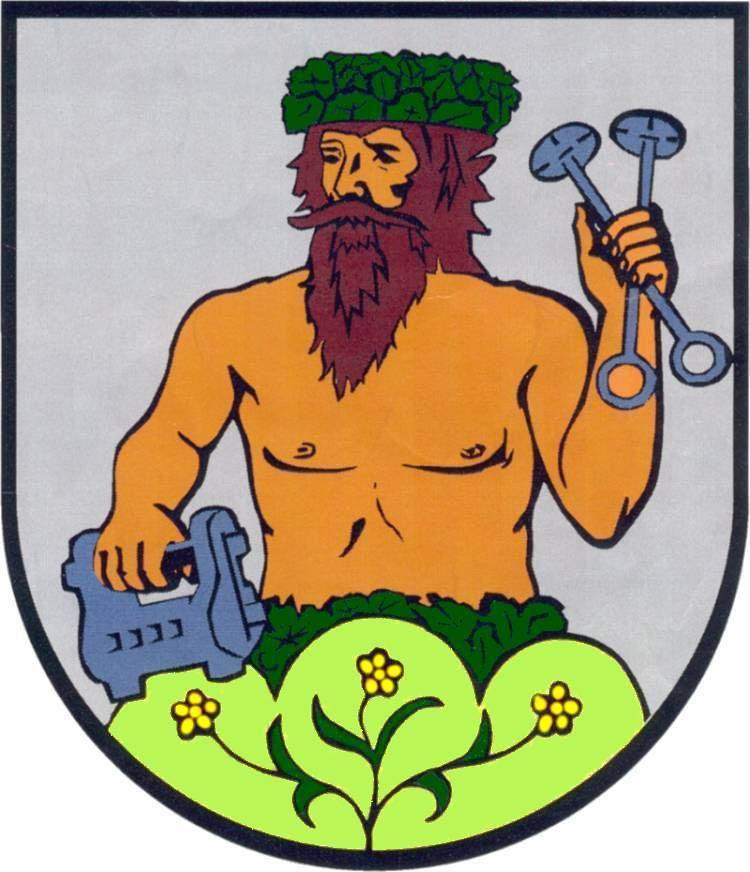
Wapen van het stadje Großbreitenbach

De volgende zeven gemeenten maakten, naast Großbreitenbach zelf, tot 2019 deel uit van de Verwaltungsgemeinschaft Großbreitenbach:
- Altenfeld
- Böhlen
- Friedersdorf
- Gillersdorf
- Herschdorf, met
  - Allersdorf (Thüringen)
  - Willmersdorf
- Neustadt am Rennsteig (afgekort: Neustadt a. Rstg.)
- Wildenspring.

Het stadje Großbreitenbach had eind 2018 bijna 2.600 inwoners. Het ligt ten oosten van stadsdeel Neustadt a.Rstg., met ca. 900 inwoners de op één na grootste plaats in de gemeente, en het zuidelijker gelegen Altenfeld, met eveneens circa 900 inwoners. Ten noordoosten van de stad liggen helemaal in het noorden Herschdorf en wat zuidelijker Willmersdorf en Allersdorf; nog iets verder zuidelijk liggen, van west naar oost Gillersdorf, Friedensdorf en Wildenspring. Böhlen ligt 2 km ten oosten van Großbreitenbach en 2 km ten zuiden van Wildenspring.
Allersdorf en Willmersdorf waren in het verleden Ortsteile van Herschdorf, maar zijn na de herindeling van begin 2019 aan Herschdorf gelijkwaardige stadsdelen van Großbreitenbach geworden. Zodoende bestaat de landgemeente Großbreitenbach nu uit 10 stadsdelen.

## Geografie en infrastructuur
Großbreitenbach ligt, te midden van ruim 800 m hoge heuvels, in het Thüringerwoud, precies aan de westelijke rand van het Thüringer Leisteengebergte, dat door Nederlandse geografen als een deel van dat middelgebergte wordt beschouwd, maar door hun Duitse collega's als een afzonderlijk berggebied wordt beschouwd.
Door de gemeente stromen talrijke kleine beken, waarvan er verscheidene uitmonden in de Schwarza, een zijrivier van de Saale.
Grotere steden, op respectievelijk 50 en 20 km ten noorden van Großbreitenbach, zijn Erfurt en Ilmenau. Op 25 à 30 km (hemelsbreed) van Großbreitenbach liggen Suhl, in westelijke richting, en Saalfeld/Saale, in oostelijke richting.
Naburige plaatsen zijn, afgezien van Ilmenau en zijn stadsdelen:
- Königsee in het oosten
- Schwarzatal en Katzhütte in het zuidoosten
- Masserberg (in de Landkreis Hildburghausen) in het zuiden, en ten slotte
- Schleusegrund in het zuidwesten.

Via het hoofdwegennet is Großbreitenbach te bereiken via de Autobahn A 71, afrit 15 Ilmenau-Ost, van daar over de Bundesstraße 88 circa 9 km zuidwaarts naar het Ilmenauer stadsdeel Gehren. Van Gehren rijdt men dan 11 km over kleinere wegen via Möhrenbach naar Großbreitenbach.

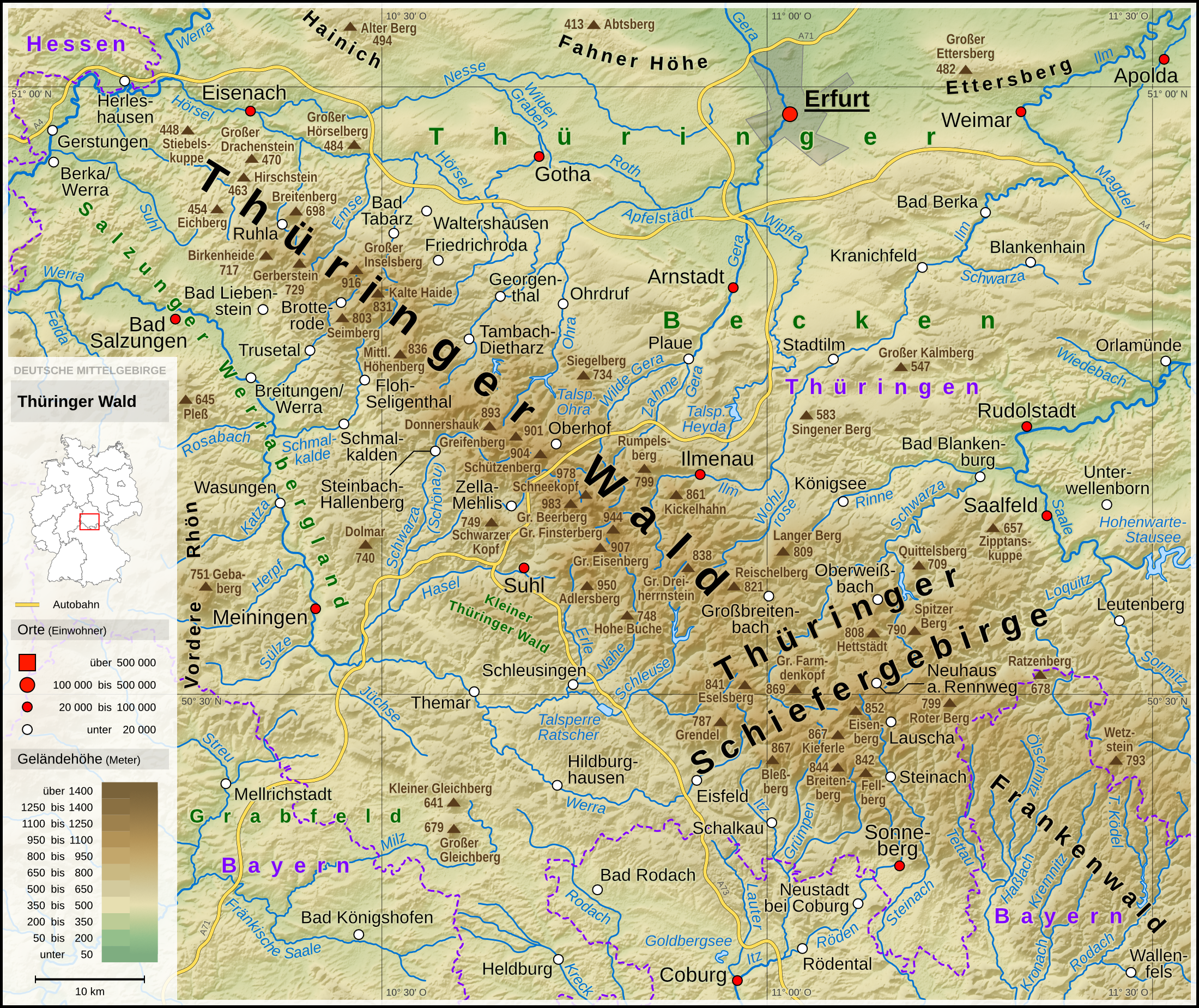
Het Thüringerwald. Großbreitenbach ligt iets rechtsonder het midden van de kaart.
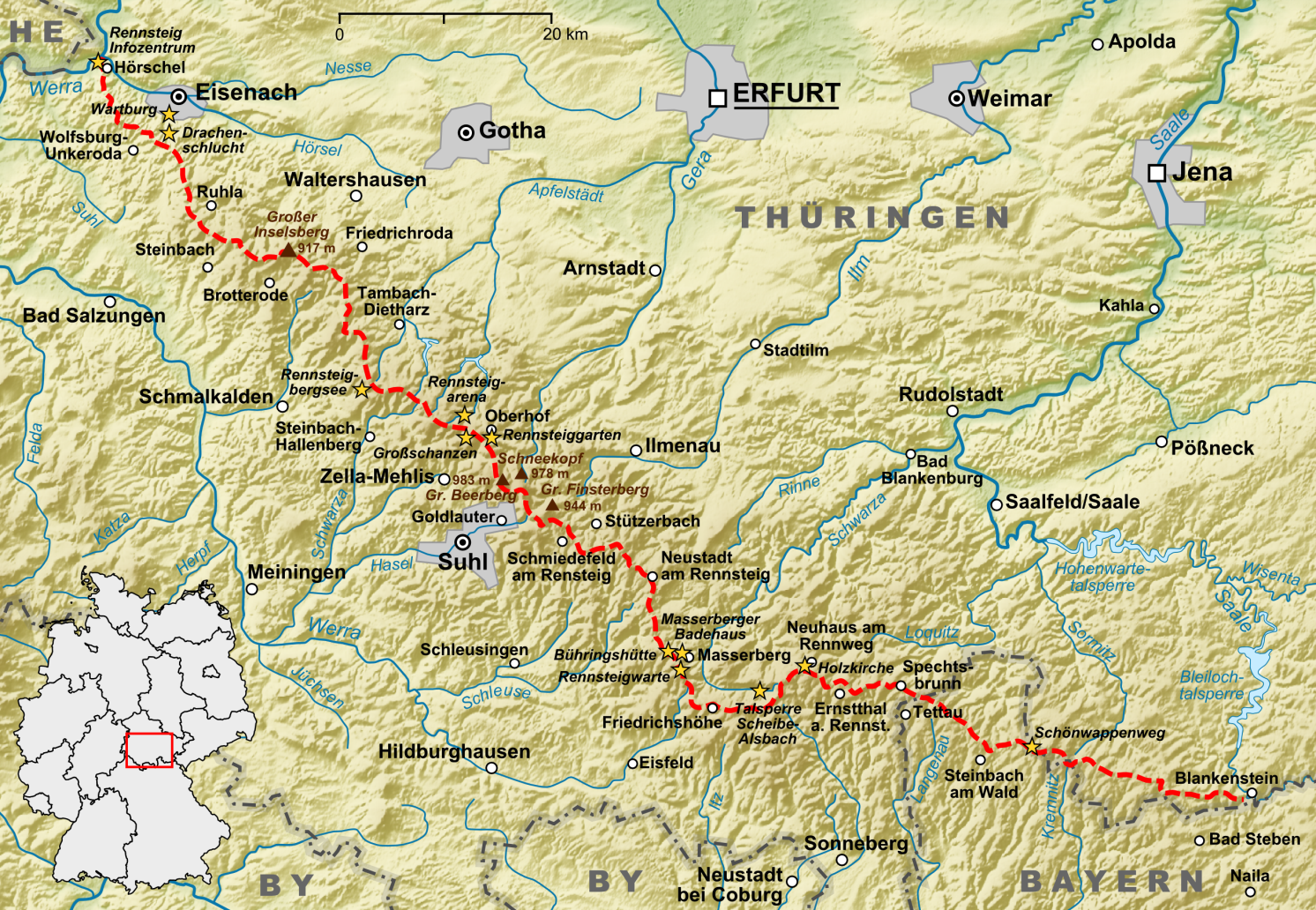
De route van de Rennsteig, Neustadt a. Rstg. ongeveer in het midden
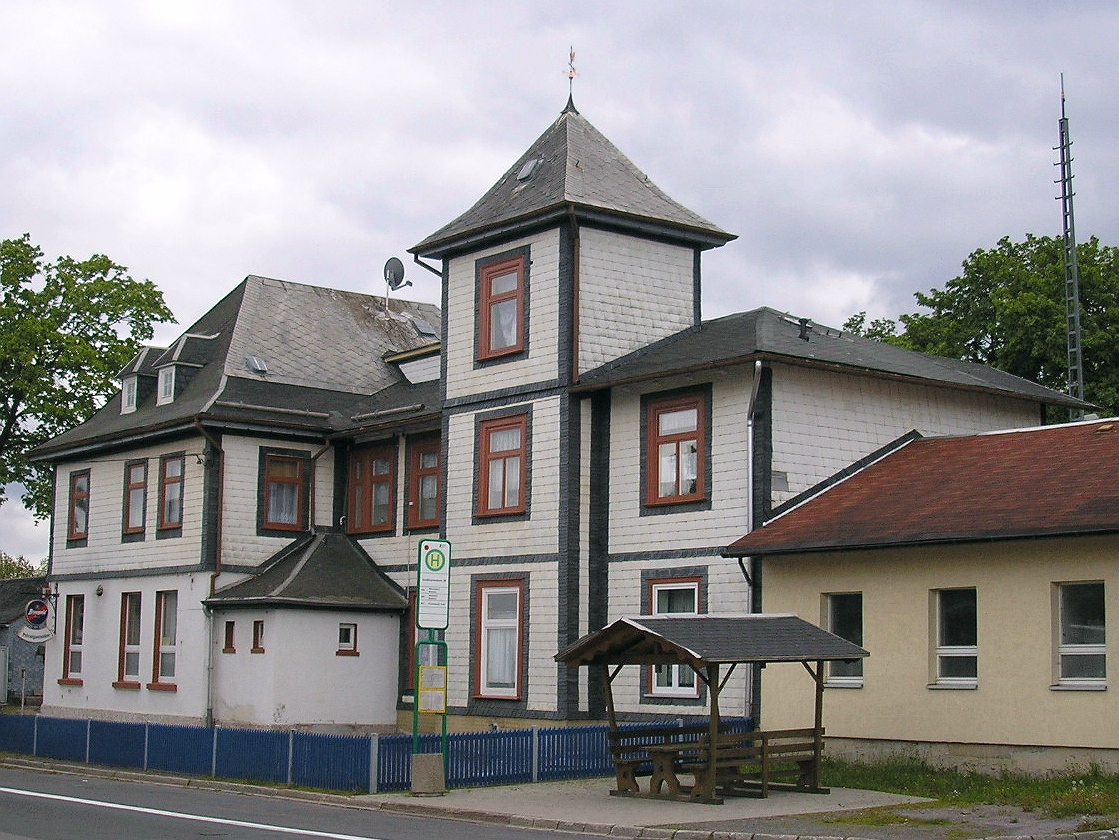
Voormalig station, nu eindpunt fietsroute van en naar Ilmenau

Het stadje had van 1883 tot 1998 een station aan een spoorlijn naar Ilmenau. In 2011 zijn de spoorrails verwijderd en is op het tracé een fietspad aangelegd. Openbaar-vervoerreizigers zijn op streekbusverbindingen met Ilmenau aangewezen. Ten westen van het stadje loopt in noord-zuid-richting een hogesnelheidslijn, die de stations Erfurt Hauptbahnhof en Nürnberg Hauptbahnhof met elkaar verbindt. In de regio heeft deze HSL geen stations.

## Economie
In de 19e eeuw kwamen de glas- en metaalindustrie op, die tot op de huidige dag in de gemeente zijn blijven voortbestaan. Glasfabriek Wiegand in Großbreitenbach, die verpakkingsglas produceert, is in een groot deel van Duitsland van oudsher bekend. Een andere fabriek in de stad, van dezelfde eigenaar, maakt PET-flessen en andere verpakkingsmiddelen. Daarnaast is er een groot vrachtwagenbedrijf gevestigd, dat transporten door een groot deel van Duitsland uitvoert.
Ook in Altenfeld staat al sinds de vroege 19e eeuw een glasfabriek. Die produceert o.a. medicijnflesjes en glas voor in thermometers.
Vooral vanwege het natuurschoon in de omgeving is er een niet onaanzienlijk toerisme, vooral gericht op mensen, die meerdaagse wandel- of fietstochten ondernemen.
In de gemeente is veel naaldbos te vinden, waaronder een aantal productiebossen, in het verleden beplant met fijnspar.

## Geschiedenis

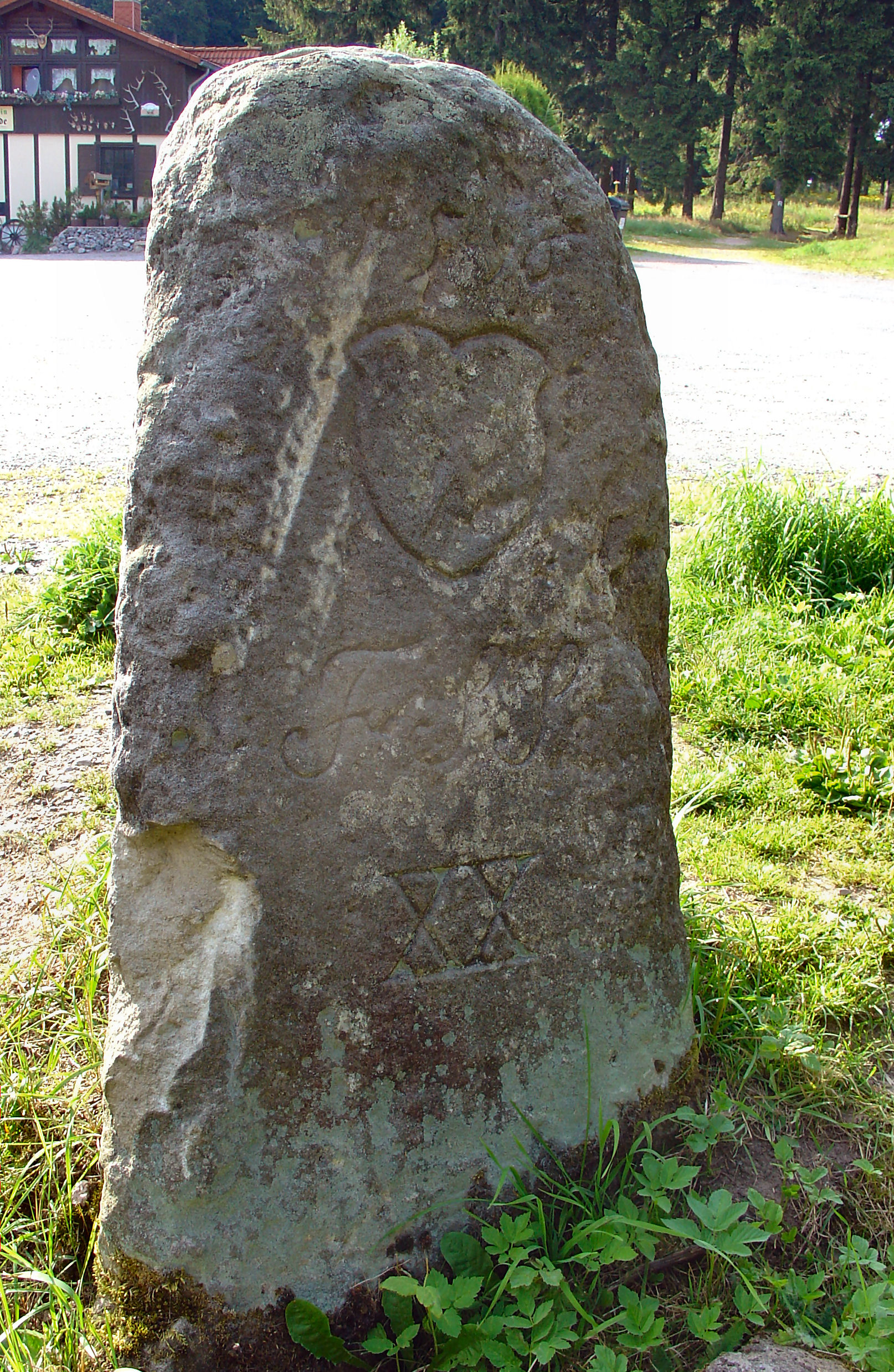
Noordoostkant Großer Dreiherrenstein aan de Rennsteig;
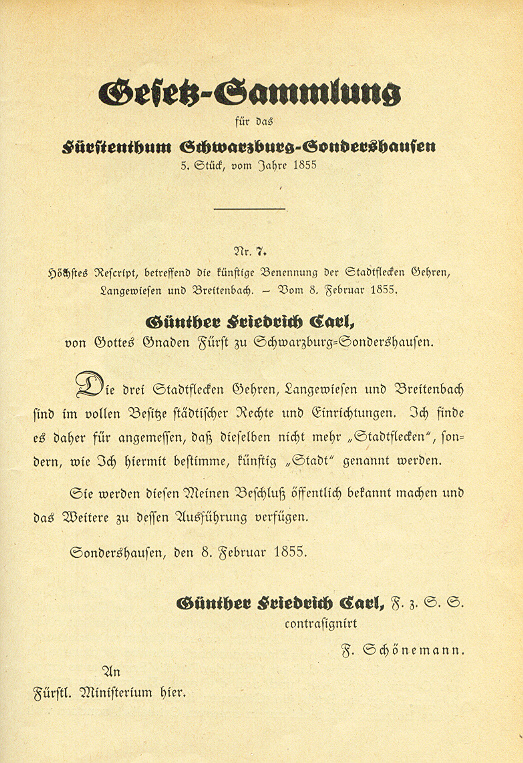
Oorkonde waarin stadsrecht werd verleend, 1855

Breitenbach, gelegen aan een oude handelsroute door Thüringen, komt in 1399 voor het eerst in een document voor. Het verkreeg in de 17e eeuw marktrecht en verwierf de status van vlek. 
De plaats dankt zijn naam aan een circa 7,5 km lange beek, die eeuwenlang een grens tussen hertog- of vorstendommen, en later gemeentes vormde, en die ten oosten van de gemeente Großbreitenbach  in de Schwarza uitmondt.
Tot en met de 16e eeuw werd in de regio op kleine schaal mijnbouw bedreven. Er werden o.a. lood, koper  en bismut gedolven.
De meeste christenen in deze streek zijn, sedert de Reformatie in de 16e eeuw, evangelisch-luthers. De streek had tijdens de Dertigjarige Oorlog (1618-1648) veel ellende te verduren. Het gebied, dat de tegenwoordige gemeente bestrijkt, lag van de 11e tot en met de eerste helft van de 19e eeuw in een, vooral door steeds nieuwe erfverdelingen na de dood van een heerser, sterk versnipperd territorium. Voortdurend regeerden er andere dynastieën van heren, graven, hertogen en vorsten, hetgeen een zeer onoverzichtelijk beeld oplevert.
In 1660 opende een zekere Johann-Matthias Mylius een apotheek. De streek, waar ook Schwarzatal en Königsee toe behoren, was van de 17e eeuw tot omstreeks 1830 bekend vanwege de productie van zogenaamde Olitäte. Deze werden van olie en (vermeend) geneeskrachtige kruiden gemaakt. Het waren op haarlemmerolie gelijkende producten, die in die tijd als geneesmiddel werden beschouwd. De producten werden Olitäte genoemd. Ze werden in kleine glazen flesjes verpakt (het naburige Steinheid had een kleine glasfabriek). Daarna werden de middelen door marskramers in geheel Duitsland, en incidenteel zelfs daarbuiten, aan de man gebracht. De marskramers (Buckelapotheker) vervoerden de "medicijnen" op hun rug in een zogenaamd Reff. De handel in deze Olitäte was vooral in de 18e eeuw lucratief.
In de tweede helft van de 18e eeuw was er sprake van fabricage van uiteenlopende houten voorwerpen, zoals lucifers, en van porselein. De Sint-Johanneskerk te Breitenbach, gebouwd in 1570, stortte in 1753 op de toren na in. In de 19e eeuw kwamen de glas- en metaalindustrie op, die tot op de huidige dag in de gemeente zijn blijven voortbestaan. In 1868 werd Großbreitenbach door een stadsbrand grotendeels verwoest. Opvallend is nog steeds het grote aantal huizen en andere gebouwen, waarvan de wanden met leisteen shingles zijn bekleed. Dat is een traditie van de landstreek.
De huidige gemeente lag na 1866 in verschillende deelvorstendommen van het Duitse Keizerrijk. Het grootste gedeelte lag in het Vorstendom Schwarzburg-Sondershausen (1806-1918), en een veel kleiner gedeelte in het Hertogdom Saksen-Meiningen. Het dorp Herschdorf lag dan weer in het Vorstendom Schwarzburg-Rudolstadt. De Rennsteig vormde de, door de Große Dreiherrenstein gemarkeerde, grens tussen deze twee gebieden. Deze grens deelde o.a. het plaatsje Neustadt am Rennsteig in tweeën, zodat dit tot 1923 twee gemeentebesturen en burgemeesters, en tot 2016, toen één kerk gesloopt werd, twee kerkgemeentes en twee kerkgebouwen had. 
In 1855 verwierf Breitenbach stadsrechten van de Heren van Schwarzburg-Sondershausen. Het werd toen meteen omgedoopt in Großbreitenbach.
Het stadje lag van 1949 tot 1990 in de DDR. In die tijd stond er een fabriek van relais en soortgelijke elektrotechnische onderdelen. In 1965 werd er door de Oost-Duitse regering een belangrijke trainingslocatie voor de wintersport biatlon geopend; enkele atleten uit Großbreitenbach en omgeving, of die daar lange tijd gewoond en getraind hebben, behaalden eremetaal op wereldkampioenschappen of op de Olympische Winterspelen.
Op 1 januari 2019 werd de Verwaltungsgemeinschaft, waar Großbreitenbach de hoofdplaats van was, opgeheven, en werden de overige 7 daartoe behorende gemeenten opgenomen in de Landgemeinde Großbreitenbach, die ook een nieuw gemeentewapen kreeg, voorzien van de leeuw van het oude graafschap Schwarzburg (zie kader). Het stadje Großbreitenbach zelf behield het wapen met de wildeman van het oude graafschap Schwarzburg-Sondershausen.

## Bezienswaardigheden, toerisme, natuurschoon
De gemeente ligt in het Thüringerwoud, een landschappelijk fraai gebied met veel wandel- en fietsmogelijkheden. Door de gemeente loopt de oude handels- en wandelroute Rennsteig. Een bekend sportief evenement is de Rennsteiglauf. In de winter zijn er beperkte mogelijkgeden voor langlaufen en andere skisport, vooral rondom het toeristisch ontwikkelde Neustadt a. Rstg.
De stadsdelen Altenfeld, Großbreitenbach en Neustadt am Rennsteig dragen de titel Staatlich anerkannter Erholungsort.
In de gemeente staan enkele kleine musea, o.a. gewijd aan de Rennsteig (in Neustadt a. Rstg.), aan glasfabricage in Altenfeld en aan de historie van Großbreitenbach zelf. Zie onderstaande link.

## Afbeeldingen

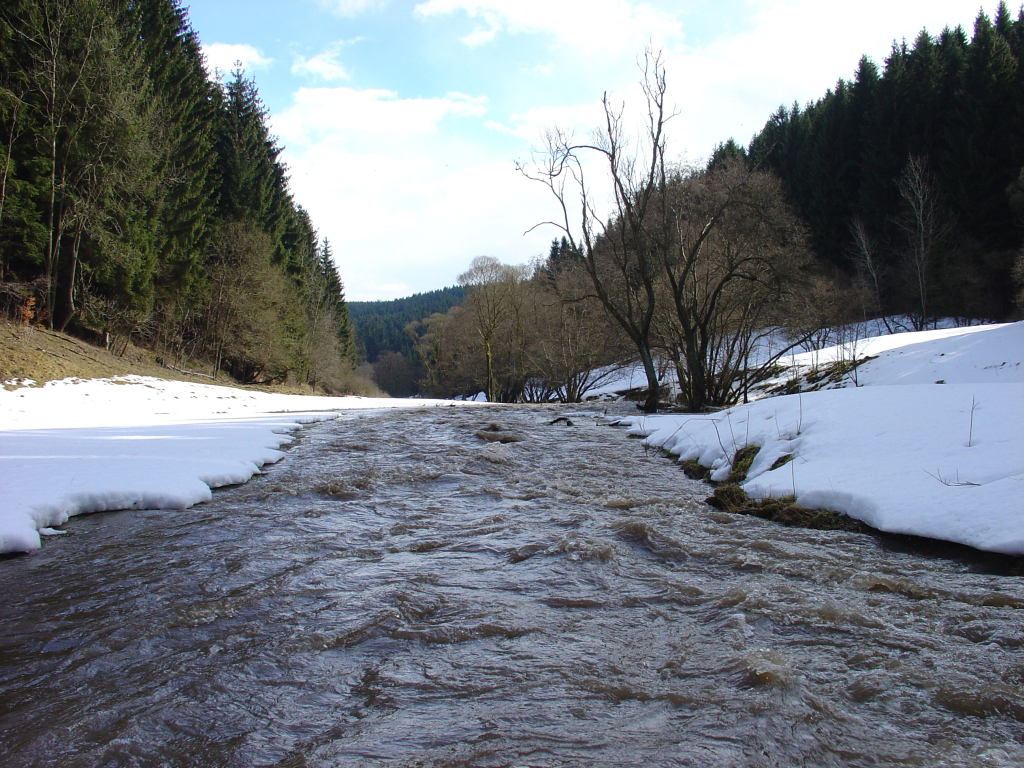
De beek Breitenbach bij Böhlen
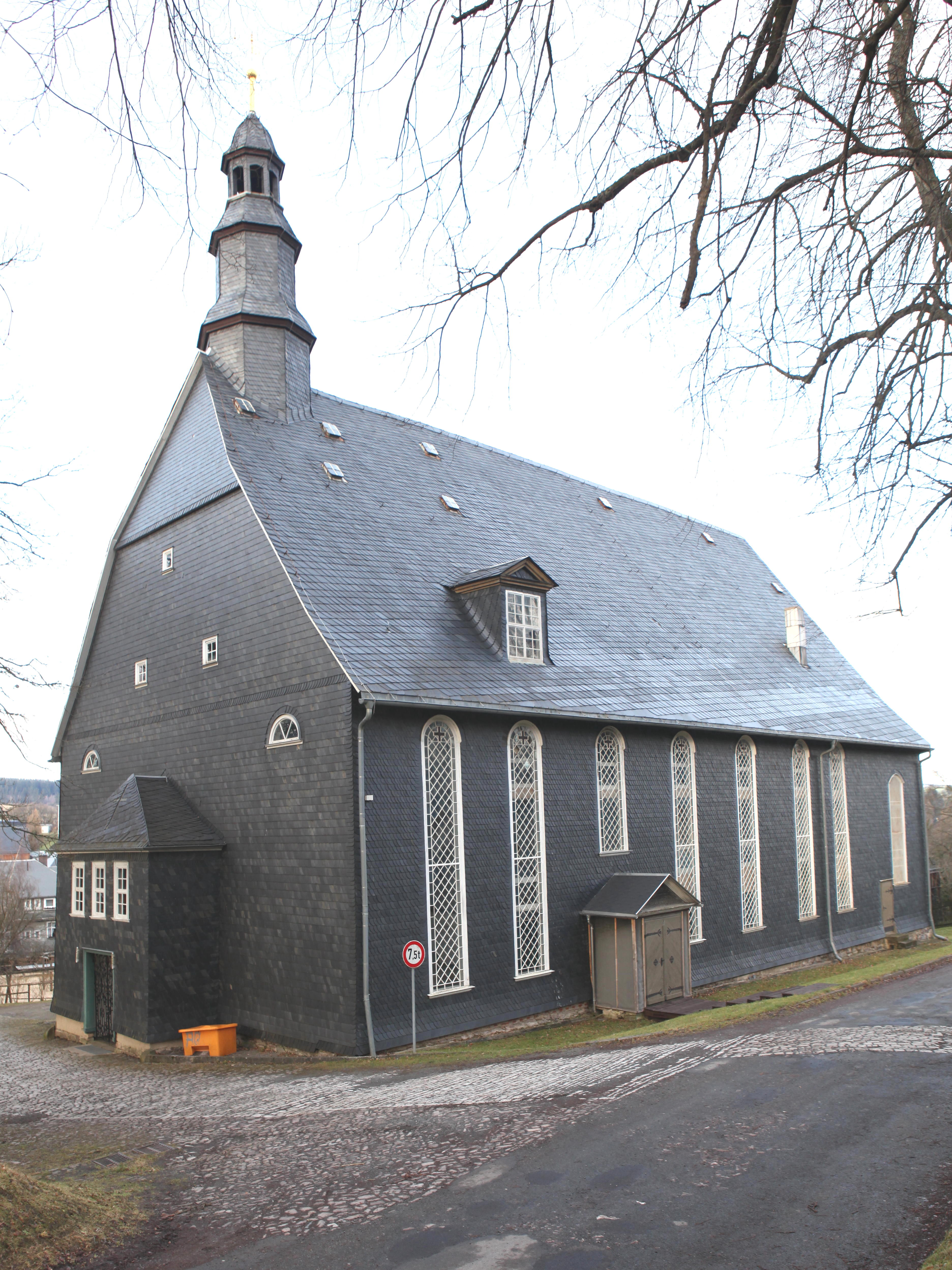
Kerk Trinitatis ( H. Drievuldigheid), bouwjaar 1679
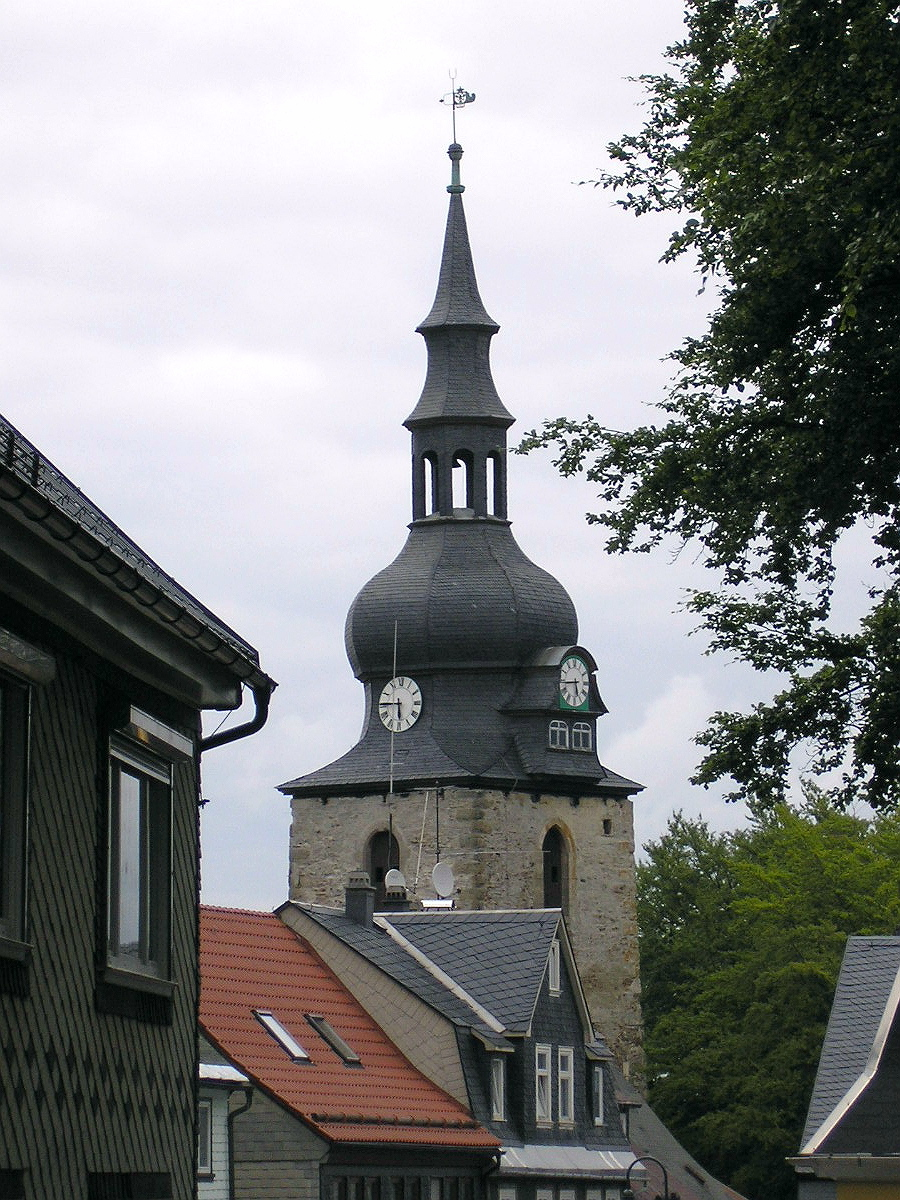
Klokkentoren, restant voormalige St. Johanneskerk, in het centrum
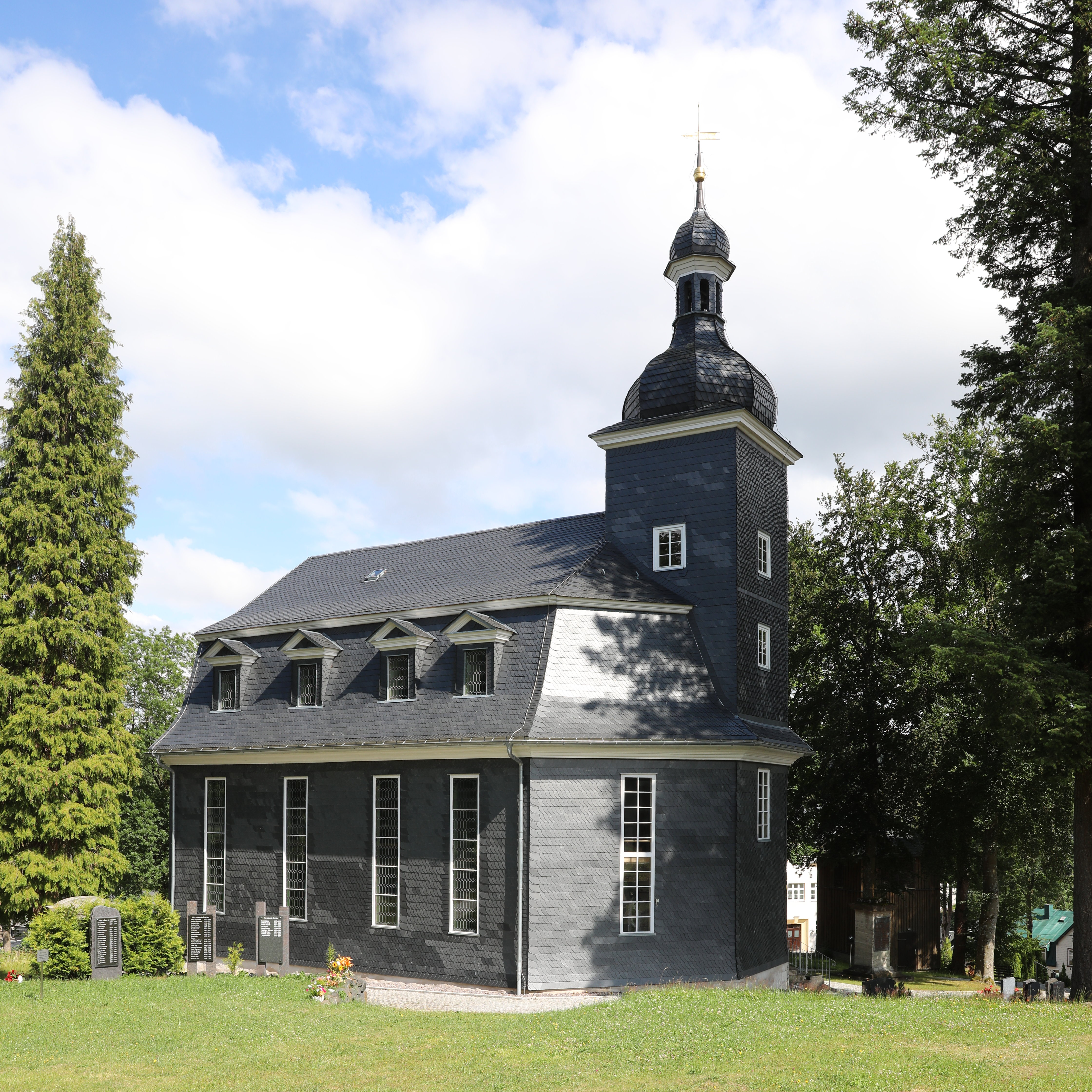
Evangelisch-lutherse kerk in Altenfeld, bouwjaar 1742

## Partnergemeentes
Großbreitenbach (het stadje zelf, als Ortsteil van de gemeente Großbreitenbach) onderhoudt jumelages met:
- Mörlenbach, in Hessen
- Breitenbach, kanton Solothurn, Zwitserland.

Overige partnerschappen:
- Ehringshausen in de Lahn-Dill-Kreis heeft een jumelage met Neustadt a.Rstg.